# 埼玉県都市ボートレース企業団
埼玉県都市ボートレース企業団（さいたまけんとしボートレースきぎょうだん）は、埼玉県に存在する一部事務組合である。

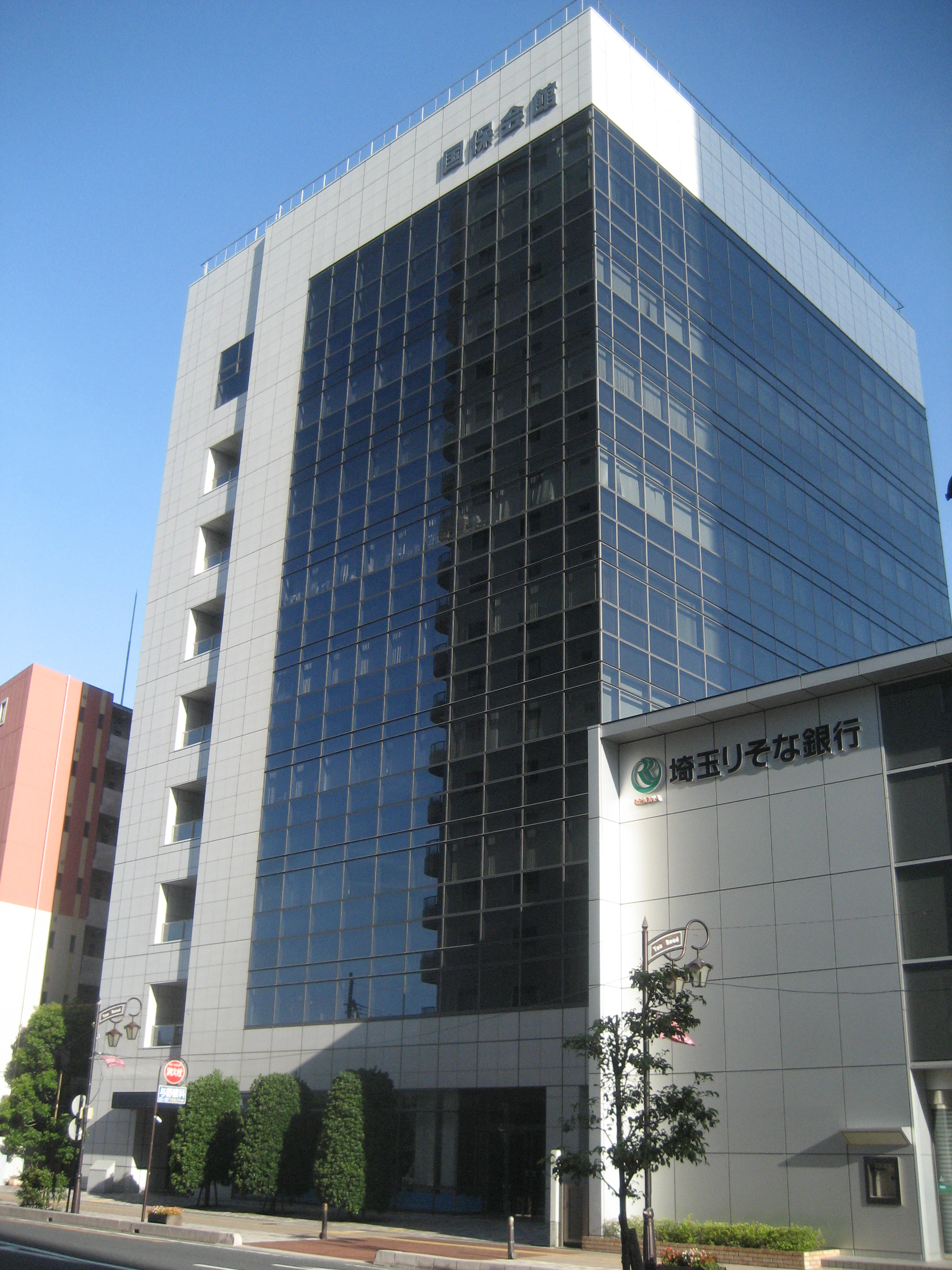
埼玉県ボートレース企業団が所在する国保会館

## 概要
戸田競艇場の競艇施行に関する事務を共同処理するために設置されている。ボートピア岡部における場外勝舟投票の施行に関する事務も取り扱う。
構成団体は飯能市、加須市、東松山市、狭山市、羽生市、鴻巣市、上尾市、草加市、越谷市、入間市、朝霞市、さいたま市、春日部市、深谷市および本庄市の全15市であり、組合管理者は各市長の互選による。
組合の事務所は埼玉県さいたま市中央区大字下落合1704番地である。
競艇施行によって生じた収益は、均等割されて各市の予算に組み入れられる。
予想紙などでは「埼玉県都市競艇組合営モーターボート競走」を「都市営」などと略記している。
なお、戸田競艇場の競艇施行に関する一部事務組合として戸田ボートレース企業団も設置されている。構成団体は戸田市、蕨市、川口市の全3市である。

## 歴史
- 1957年11月1日 - 「埼玉県十市競艇組合」として組合設立。当時の構成団体は飯能市、加須市、本庄市、東松山市、岩槻市、春日部市、狭山市、羽生市、鴻巣市および深谷市。
- 1958年1月1日 - 戸田競艇場にて埼玉県十市競艇組合営モーターボート競走を初開催。
- 1964年12月4日 - 上尾市、与野市、草加市、越谷市が組合に加入し、構成団体が14市となる。同時に「埼玉県都市競艇組合」へ改称。
- 1969年4月1日 - 入間市、鳩ヶ谷市、朝霞市が組合に加入、構成団体が17市となる。（17市）
- 2001年5月1日 - 与野市が浦和市、大宮市と合併して、さいたま市が成立。同市は引き続き構成団体となり、構成団体は17市のままとなった。
- 2001年12月13日 - ボートピア岡部を設置する。
- 2005年4月1日 - 岩槻市がさいたま市に編入合併され、構成団体は16市となる。
- 2010年2月25日 - ボートピア栗橋を設置する。
- 2011年10月10日 - 鳩ヶ谷市は翌11日に川口市（戸田競艇組合（2017年に「戸田競艇企業団」に、その後2022年に「戸田ボートレース企業団」へ改称）の構成団体）への編入合併に伴い10日付で脱退。構成団体は15市となる。
- 2022年4月1日 - 規約の変更に伴い、名称を「埼玉県都市ボートレース企業団」に改称する。

## 
- 埼玉県都市ボートレース企業団 ｜ 埼玉県都市ボートレース企業団の公式ホームページです。ボートレースを中心とした事業情報や採用情報をお届けいたします。